# L'Union indissoluble
L’Union indissoluble est le titre distinctif d’une loge militaire fondée le 31 août 1778 à l’Orient du régiment de Murray, unité d'infanterie wallonne créée dix ans plus tôt par Joseph, comte Murray de Melgum.

## Histoire
Le régiment de Murray, précédemment appelé d’Arberg, est un régiment d’infanterie wallon, propriété de Joseph, comte Murray de Melgum depuis 1768.
À l'été de 1778, il se prépare pour un prochain départ en campagne. Réunie en tenue à Namur le 31 août, la Grande Loge provinciale des Pays-Bas autrichiens (marquis de Gages), examine alors la demande du lieutenant Nicolas Catoire, un de ses grands officiers et ancien vénérable de la Parfaite Union à l'Orient de Luxembourg, tendant à obtenir les lettres de constitution de L'Union indissoluble :
Ce jourd'hui, premier de la 5e semaine du mois Élul de la vraie lumière 5778, la Grande Loge provinciale, régulièrement convoquée [...] à l'Orient de Namur [...] a été ouverte à midi plein, par le très respectable, très vénérable et très cher Frère le marquis de Gages [...] occupant l'orient, assisté à l'occident des très vénérables frères surveillants comte de Coloma [...] et Lamquet de Wagnée [...] ce dernier en l'absence du Frère Fonson [...].
Les Frères décorés de l'habit de l'ordre et armés de leurs outils ont été placés par le maître de cérémonie [...].
Les sublimes travaux ont commencé par ceux d'Apprentis, suivis de Compagnons et de Maîtres. [...]
Le grand maître provincial traça l'esquisse suivante. [...]
4° A été fait lecture du placet présenté par le Frère Catoire ex-vénérable de la Parfaite Union [...] de Luxembourg demandant un permis de constitution d'une loge militaire au régiment de Murray dont le prochain départ [...] rend incertain les lieux et places où le roial service l'appelera. A  été arrêté que la demande [...] seroit remise à la décision du très respectable grand maître en comité des grands officiers provinciaux [...].

## Composition
Il existe deux tableaux de L'Union indissoluble :
- Le premier, édité par Bertrand Van Der Schelden, porte le titre de Namur - Orient militaire du régiment de Murray et fait partie du Tableau général de 1783 des loges constitutées dans les Païs-Bas autrichiens par [...] François Bonaventure Joseph Dumont, marquis de Gages, gentilhomme de la noblesse du païs et comté d'Hainaut, &&&, grand maître provincial de la très ancienne société des francs et acceptés maçons dans les Païs-Bas autrichiens compris les noms des maîtres qui les dirigent et des officiers dignitaires et membres qui les composent. Il fournit le nom de trente-sept membres et celui de deux frères servants.
- Le second, publié par Fernand Clément, est daté de 1786 et est intitulé Tableau des Frères qui composent l'Orient militaire du régiment de Murray, infanterie, sous le titre distinctif de l’Union Indissoluble dont le principal est établi à l'Orient de Namur et le reste détaché dans les climats de Bruxelles. Il répertorie cinquante-deux noms, dont quinze sont regroupés sous une rubrique Frères externes. Des trois frères servants rituels et des trois frères servants externes, un seul est cité par Clément.

Ces deux listes sont ici fondues en une seule et les noms s'y succèdent dans l'ordre alphabétique. La place qu'ils occupent dans les documents originaux est mentionnée entre parenthèses : (année-numéro d'ordre). La graphie exacte des patronymes est privilégiée chaque fois que possible. Enfin, des dates de naissance ou de décès sont fournies lorsqu'elles sont connues. Ces interventions sont justifiées en note.